# Wali Jones
Walter « Wali » Jones (né le 14 février 1942 à Philadelphie, Pennsylvanie) est un ancien joueur professionnel de basket-ball.

## Biographie
Jones joua au lycée Overbrook à Philadelphie, la même école d'où est issu Wilt Chamberlain quelques années plus tard. Il intégra ensuite les rangs de l'université Villanova.
Lors de sa première saison NBA, Jones joua sous les couleurs des Bullets de Baltimore et fut nommé dans la NBA All-Rookie Team. La saison suivante, il fut transféré aux 76ers de Philadelphie où il évoluera durant six saisons.
Jones et Hal Greer étaient les meneurs de jeu lors de la saison 1966-1967 des 76ers qui comprenaient aussi Wilt Chamberlain, Chet Walker, Lucious Jackson et Billy Cunningham. L'équipe réalisa un bilan de 68 victoires - 13 défaites lors de la saison régulière, détrônant au passage l'équipe huit fois championne NBA de suite des Boston Celtics. Jones devint titulaire dans l'équipe des 76ers après la blessure au tendon d'Achille de Larry Costello le 6 janvier 1967.
Par la suite, Jones joua pour les Bullets de Baltimore, les Detroit Pistons, les Bucks de Milwaukee et les Utah Stars.
Le fils de Jones Askia est le 3e meilleur marqueur de l'histoire de l'université d'État du Kansas et joua brièvement en NBA avec les Timberwolves du Minnesota.